# Wahida Belhaj
Pour les articles homonymes, voir Belhaj.
Wahida Belhaj, née en 1935 et morte en 2007, est une animatrice de télévision tunisienne active à la RTT.
Elle vient informer des milliers de téléspectateurs du programme de la télévision nationale pour la soirée, à une époque où le média constitue l'un des rares éléments de loisirs.
Wahida Belhaj est aussi connue dans le milieu associatif, à travers ses actions à l'Union nationale de la femme tunisienne, à l'Alliance des femmes communicatrices, à l'Association tunisienne des mères ou à l’Association tunisienne de sensibilisation au don d'organes.